# Harmothoe rarispina
Harmothoe rarispina är en ringmaskart som först beskrevs av Michael Sars 1861.  Harmothoe rarispina ingår i släktet Harmothoe och familjen Polynoidae. Arten har ej påträffats i Sverige. Inga underarter finns listade i Catalogue of Life.